# Porco Rosso (bande originale)
Pour un article plus général, voir Porco Rosso.
La bande originale du film Porco Rosso de Hayao Miyazaki, a été composée par Joe Hisaishi, en 1992. Aucun album reprenant l'intégralité de la musique du film n'est sorti en France, mais il en existe un au Japon paru le 22 juillet 1992.

## Albums japonais

### Kurenai no Buta Image Album
Albums de Joe Hisaishi
My Lost City 紅の豚 サウンドトラック
(Kurenai no Buta Soundtrack)
| 1.    | Adria-kai no Aoi Sora  | 4:42 |
| 2.    | Bouken hikôka no Jidai | 4:52 |
| 3.    | Shinku no Tsubasa      | 5:36 |
| 4.    | Unkai no Savoia        | 4:25 |
| 5.    | Pikkoro Sha            | 2:59 |
| 6.    | Sensou Gokko           | 3:32 |
| 7.    | Dabohaze               | 2:29 |
| 8.    | Adoriano no Mado       | 4:47 |
| 9.    | Sekai Kyôkô            | 3:49 |
| 10.   | Marco to Jina no Theme | 4:04 |
| 41:15 |                        |      |

### Kurenai no Buta Soundtrack
Albums de Joe Hisaishi
紅の豚 イメーヅアルバム
(Kurenai no Buta Image Album) Symphonic Best Selection
| No  | Titre                                            | Durée |
| --- | ------------------------------------------------ | ----- |
| 1.  | 時代の風-人が人でいられた時- (jidai no kaze)     | 2:50  |
| 2.  | MAMMAIUTO                                        | 1:21  |
| 3.  | Addio!                                           | 0:37  |
| 4.  | 帰らざる日々 (kaerazazu hibi)                    | 2:16  |
| 5.  | セピア色の写真 (sepia iro no shashin)            | 0:47  |
| 6.  | セリビア行進曲 (seribia koushinkyoku)            | 1:03  |
| 7.  | Flying boatmen                                   | 2:36  |
| 8.  | Doom～雲の罠～                                   | 1:23  |
| 9.  | Porco e Bella                                    | 1:06  |
| 10. | Fio-Seventeen                                    | 2:04  |
| 11. | ピッコロの女たち (pikkoro no onnatachi)          | 2:04  |
| 12. | Friend                                           | 3:04  |
| 13. | Partner ship                                     | 2:28  |
| 14. | 狂気～飛翔～ (kyouki ~ hishou)                   | 2:39  |
| 15. | アドリアの海へ (adoria no umi e)                 | 1:50  |
| 16. | 遠き時代を求めて (tooki jidai o momomede)        | 2:18  |
| 17. | 荒野の一目惚れ (kouya no hitomebore)             | 1:11  |
| 18. | 夏の終わりに (natsu no owari ni)                 | 1:26  |
| 19. | 失われた魂～LOST SPIRIT～                        | 4:11  |
| 20. | Dog Fight                                        | 2:10  |
| 21. | Porco e Bella～Ending～                          | 2:35  |
| 22. | さくらんぼの実る頃 (Le temps des cerises)        | 2:52  |
| 23. | 時には昔の話を (toki ni wa mukashi no hanashi o) | 3:56  |

### Kurenai no Buta Drama Version
Albums de Joe Hisaishi
Symphonic Best Selection B+1
| 1. | Sora no Shokin Kasegi Sakuranbo no Minoru Koro |  |
| 2. | Pikkoro no Magomusume                          |  |

| 1. | Hikoutei-nori no Hokori                         |  |
| 2. | Saigo no Natsu Toki ni wa Mukashi no Hanashi wo |  |